# Kirov, Kirovska oblast
Kirov (rusko Ки́ров, IPA: [ˈkʲirəf] ()) je največje in glavno mesto Kirovske oblasti v Rusiji. Leži ob reki Vjatki v Evropski Rusiji, 896 km severovzhodno od Moskve. Leta 2020 je imel 518.348 prebivalcev.
Prejšnji imeni Kirova sta Vjatka (Вя́тка), po reki Vjatki, do leta 1934 in Hlinov (Хлы́нов) od leta 1457 do 1780. Leta 1934 je bilo preimenovano v Kirov po boljševiku Sergeju Kirovu, čeprav ta ni mesta nikoli obiskal.

## Zgodovina
Avtohtono pleme Vjatikov, ki je poseljevalo območji centralne Rusije in Volge, se je tukaj zmešalo z Novgorodskimi Slovani in ugrofinskimi ljudmi. Po srednjeveških kronikah so se prva ruska naselja na tem območju pojavila v 12. stoletju. Kirov je bil (kot Vjatka) prvič omenjen leta 1374, ko so novgorodski Uškujniki po njem plenili na poti do Bolgara.
V času moskovske državljanske vojne je Vjatka podpirala Jurija Zvenigorodskega in ko je ta izgubil, je zmagoviti knez Vasilij II. prisilil Vjatko, da je sprejela nadoblast Moskve. Po več neuspešnih bojih proti Moskvi v 80. letih 15. stoletja, si je Moskva Vjatko leta 1489 priključila.
Leta 1780 je Katarina Velika mesto preimenovala v Vjatka in ga postavila za glavno mesto gubernije. V Vjatko je bilo poslano veliko ljudi v izgnanstvo.
Decembra 1934 je bilo preimenovano v Kirov, po partijskem funkcionarju Sergeju Kirovu, ki je bil ubit 1. decembra in je izhajal iz bližnjega kraja Uržum.
Mesto je pomembno transportno vozlišče, saj je pomembna postaja na Transsibirski železnici in pomembno rečno pristanišče.

## Pobratena mesta
Kirov je pobraten s: 
- Siedlce, Poljska[18]